# Ꜹ
Ꜹ, ꜹ – litera rozszerzonego alfabetu łacińskiego wykorzystywana dawniej w języku staronordyjskim. Odpowiadała dźwiękom [ɔ̃] (nosowemu o), [ø] (samogłosce półprzymkniętej przedniej zaokrąglonej), [øː] (długi wariant wspomnianej samogłoski) i [au].

## Kodowanie
| Znak                   | Ꜹ                       | Ꜹ                       | ꜹ                     | ꜹ                     |
| ---------------------- | ----------------------- | ----------------------- | --------------------- | --------------------- |
| Nazwa w Unikodzie      | Latin Capital Letter Av | Latin Capital Letter Av | Latin Small Letter Av | Latin Small Letter Av |
| Kodowanie              | dziesiątkowo            | szesnastkowo            | dziesiątkowo          | szesnastkowo          |
| Unicode                | 42808                   | U+A738                  | 42809                 | U+A739                |
| UTF-8                  | 234 156 184             | ea 9c b8                | 234 156 185           | ea 9c b9              |
| Odwołania znakowe SGML | &#42808;                | &#xA738;                | &#42809;              | &#xA739;              |